# 小行星2731
小行星2731（2731 Cucula）是一颗绕太阳运转的小行星，为主小行星带小行星。该小行星于1982年5月21日发现。
該小行星以杜鵑命名。

## 轨道参数
小行星2731的轨道半长轴为3.1838854 UA，离心率为0.194。